# Pepsi
Pepsi – marka napojów gazowanych typu cola należąca do PepsiCo. Największym z jej konkurentów jest Coca-Cola.

## Historia i nazwa

Logo Pepsi-Cola do 1961

Pepsi-Cola została wprowadzona na rynek w roku 1893 przez amerykańskiego farmaceutę Caleba Bradhama w New Bern w Karolinie Północnej. Na początku napój nazywał się Brad’s Drink (pol. „Napój Brada”). Składał się z cukru, wody, karmelu, olejku cytrynowego, gałki muszkatołowej i innych naturalnych dodatków. 28 sierpnia 1898 Bradham zmienił nazwę swojego produktu na Pepsi-Cola. W skład produktu wchodziły wtedy: woda gazowana, cukier, wanilia, „rzadkie olejki” i orzeszki kola.
Według oficjalnych stron www producenta Pepsi nazwa „Pepsi” pochodzi od ang. słowa dyspepsia oznaczającego dyspepsję (pot. niestrawność), co miało nawiązywać do „prozdrowotnych” właściwości tego napoju wspomagających trawienie. Inne źródła wskazują wprost na słowo pepsine oznaczające pepsynę – enzym wspomagający trawienie, będący popularnym składnikiem wczesnych napojów bezalkoholowych (a także gumy do żucia). Według producenta Pepsi, pepsyna nigdy nie znajdowała się w składzie tego napoju. Niektóre źródła podają informację, że zawierał ją przed 1923 rokiem.

## Skład

Poprzednie logo Pepsi w latach 2014-2023 (w Polsce do 2024)

Skład podany na polskiej stronie www producenta (dostęp 2025-02-04): woda, cukier, dwutlenek węgla, barwnik (karmel amoniakalno-siarczynowy), aromaty (w tym kofeina), kwas (kwas fosforowy), substancje słodzące (acesulfam K, sukraloza).
Skład podany na amerykańskiej stronie www producenta (dostęp 2025-02-04): woda gazowana, wysokofruktozowy syrop kukurydziany, barwnik karmelowy, cukier, kwas fosforowy, kofeina, kwas cytrynowy, aromat naturalny.

## Producent w Polsce
Uzasadnienie: dubel
Pierwszymi producentami Pepsi w Polsce na zasadzie franczyzy były firmy Browar Gdańsk (1973), Polmos Kraków oraz Bosman Browar Szczecin. We wrześniu 1974 produkcję uruchomiono w wytwórni Zakładów Piwowarskich w Poznaniu, na terenie dawnego Browaru braci Juliusza i Alfonsa Huggerów. Wytwarzano ją w miejscu dzisiejszego Starego Browaru. Później produkował ją także Polmos Wrocław. Od roku 1989 Pepsi produkowana była też w Browarze Dojlidy. Również w 1989 roku po kontroli firmy Pepsi stwierdzono, że Polmos Wrocław jest najlepszym w Europie producentem Pepsi, za co zakład otrzymał nagrodę.
Firma PepsiCo rozpoczęła działalność w kraju w połowie lat 70. Polska filia firmy mieści się w Warszawie przy ul. Plac Konesera 12.
Zakłady w Polsce:
- A: Michrów 36A; 05-652 Pniewy
- B: Fabryczna 13; 88-400 Żnin